# Zadian
Zadian é uma cidade do Afeganistão, localizada na província de Balkh.